# 掙脫宿命合唱團
掙脫宿命合唱團（英語：Escape the Fate）是美國的一支後硬核樂團，於2005年在內華達州帕伦普成立，目前成員包括羅伯特·奧爾蒂斯（鼓手）、馬克斯·格林（貝斯手及合聲）、克雷格·馬比特（主唱）、TJ·貝爾（節奏吉他手）和凱文·格魯夫特（主吉他手）。
掙脫宿命合唱團共發行了3張迷你專輯與4張完整的錄音室專輯，第一支專輯是《Dying Is Your Latest Fashion》且是唯一由羅尼·拉德克主唱的專輯。2008年10月21日發行的《This War Is Ours》背離了樂團早期的情感、沉悶的聲音，增加了更多的硬式搖滾、主流的聲音。減少了嘶吼唱腔，每首歌曲間有著不同的混聲。這張專輯改由前Blessthefall歌手克雷格·馬比特來擔任主唱，更登上告示牌二百強專輯榜第35名，且在首周賣出了13,000張。同名專輯《掙脫宿命》於2010年11月2日全球同步發行。在離開Epitaph唱片後，這是他們第一張且是唯一在DGC／Interscope的專輯，也是第二張由克雷格·馬比特來擔任主唱。這張專輯在告示牌二百強專輯榜排名第25名，在硬式搖滾專輯榜名列第1，搖滾專輯榜第4名，另類與獨立搖滾榜第3名，且在數位專輯榜中位居第18名。這張專輯比前兩張更加強硬且強調低沉唱腔。一經推出便獲得好評，也是掙脫宿命至今最成功的一張專輯。第四張專輯《Ungrateful》由Eleven Seven Music於2013年5月14日發行，在第一周賣出17,000張，且登上告示牌二百強專輯榜第27名。該樂團至今在全球已經賣出超過百萬張的專輯。

## 團員
| 現任成員 - 羅伯特·奧爾蒂斯－鼓手、打擊樂手、和聲 （2004年至今） - 馬克斯·格林－貝斯手、和聲 （2004-2012年、2013年至今） - 克雷格·馬比特－主唱 （2008年至今） - 湯姆斯·TJ·貝爾－節奏吉他手、貝斯手 （2012年至今）、（2011-2012年巡迴） - 凱文·格魯夫特－主吉他手 （2013年至今）、（2011年巡迴） | 前任成員 - 卡森·艾倫－鍵盤手、合成器手、主唱 （2005–2006年） - 奧馬爾·埃斯皮諾薩－節奏吉他手、和聲 （2004–2007年） - 羅尼·拉德克－主唱 （2004–2008年） - 布萊恩·蒙特·馬尼－主吉他手、和聲 （2004-2013年） - 麥可·馬尼－節奏吉他手 （2012–2013年）、（2008-2012年巡迴） 前任巡迴成員 - 札克·山德勒（Zakk Sandler）－貝斯手、和聲 (2011) |

## 音樂作品
錄音室專輯
- 《Dying Is Your Latest Fashion（英语：Dying Is Your Latest Fashion）》 （2006年）
- 《This War Is Ours（英语：This War Is Ours）》 （2008年）
- 《Escape the Fate》 （2010年）
- 《Ungrateful（英语：Ungrateful (album)）》 （2013年）
- 《Hate Me（英语：Hate Me (album)）》 （2015年）

迷你專輯
- 《There's No Sympathy for the Dead（英语：There's No Sympathy for the Dead）》 （2006年）
- 《Situations》 （2007年）
- 《Issues Remixes（英语：Issues Remixes EP）》 （2011年）

## 外部連結
- 官方网站
- Escape the Fate(escapethefate)的Facebook專頁
- Escape the Fate(EscapeTheFate)的X（前Twitter）